# Sabino Zubeldia
Sabino Zubeldia Carril (San Sebastián, Guipúzcoa, España, 14 de abril de 1955) es un exfutbolista español que se desempeñaba como portero.

## Clubes
| Club              | País   | Año       |
| ----------------- | ------ | --------- |
| Real Zaragoza     | España | 1978-1982 |
| Palencia C. F.    | España | 1982-1983 |
| R. C. D. Mallorca | España | 1983-1985 |
| Real Oviedo       | España | 1985-1992 |